# Île de Planier
Planier ou île de Planier est une île de Marseille. À 8,8 km à l'ouest-sud-ouest du cap Croisette et à environ une quinzaine de kilomètres du Vieux-Port, c'est la plus éloignée des îles marseillaises. 
L'île de Planier est assez petite et entourée de récifs qui affleurent et furent responsables de nombreux naufrages. L'île abrite le phare de Planier.

## Toponymie
Le nom provençal de l'île est Illon de Planiá (ou Iloun de Planié, selon la norme mistralienne), dérivé du grec planasia (et non pas du latin planarius comme la transcription en français pourrait laisser croire) rappelant la topographie de cet îlot.
Son étymologie est donc exactement la même que celle de l'île de Pianosa, elle aussi ancienne colonie phocéenne, qui se trouve sur les rivages toscans et partage les mêmes caractéristiques topographiques, ainsi que la présence d'un phare.
Planiá étant un mot féminin en occitan, la dénomination « Le Planier » ou « île du Planier » en français est une cacographie, la traduction littérale du nom de l'île en français étant « Îlot de la plaine » ou « Île plane ».

## Histoire
Le phare actuel a été érigé en 1947, après la destruction du précédent lors de la Seconde Guerre mondiale. En même temps est construite une résidence destinée aux gardiens du phare et leurs familles.
Après l'automatisation du phare et le départ des gardiens, l'île abrite une auberge et un centre de plongée. L'îlot est en effet réputé auprès des plongeurs pour ses fonds marins et ses épaves, notamment le Chaouen, un cargo de nationalité marocaine échoué le 21 février 1970, le Dalton, un vapeur coulé le 12 février 1928 et un Messerschmitt Bf 109, un avion de chasse abattu le 7 mars 1944. Une station météo et des sondes de relevé de pollution sont installées sur l'île à cette époque.
En 2004, la Direction interrégionale de la mer Méditerranée fait toutefois fermer ces activités. Les bâtiments de l'île sont depuis à l'abandon, malgré plusieurs projets comme l'ouverture d'une maison d'artistes, d'un hôtel ou d'un nouveau centre de plongée.

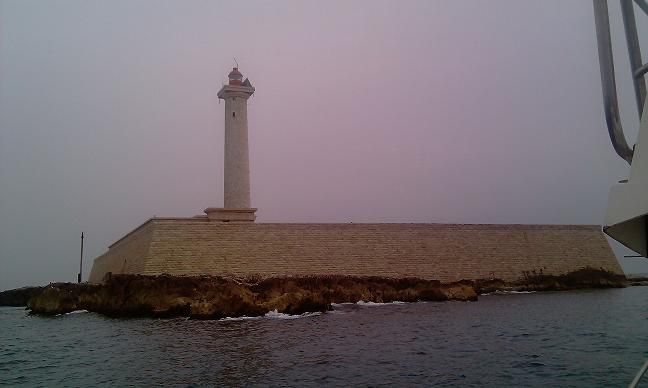
Phare de Planier.
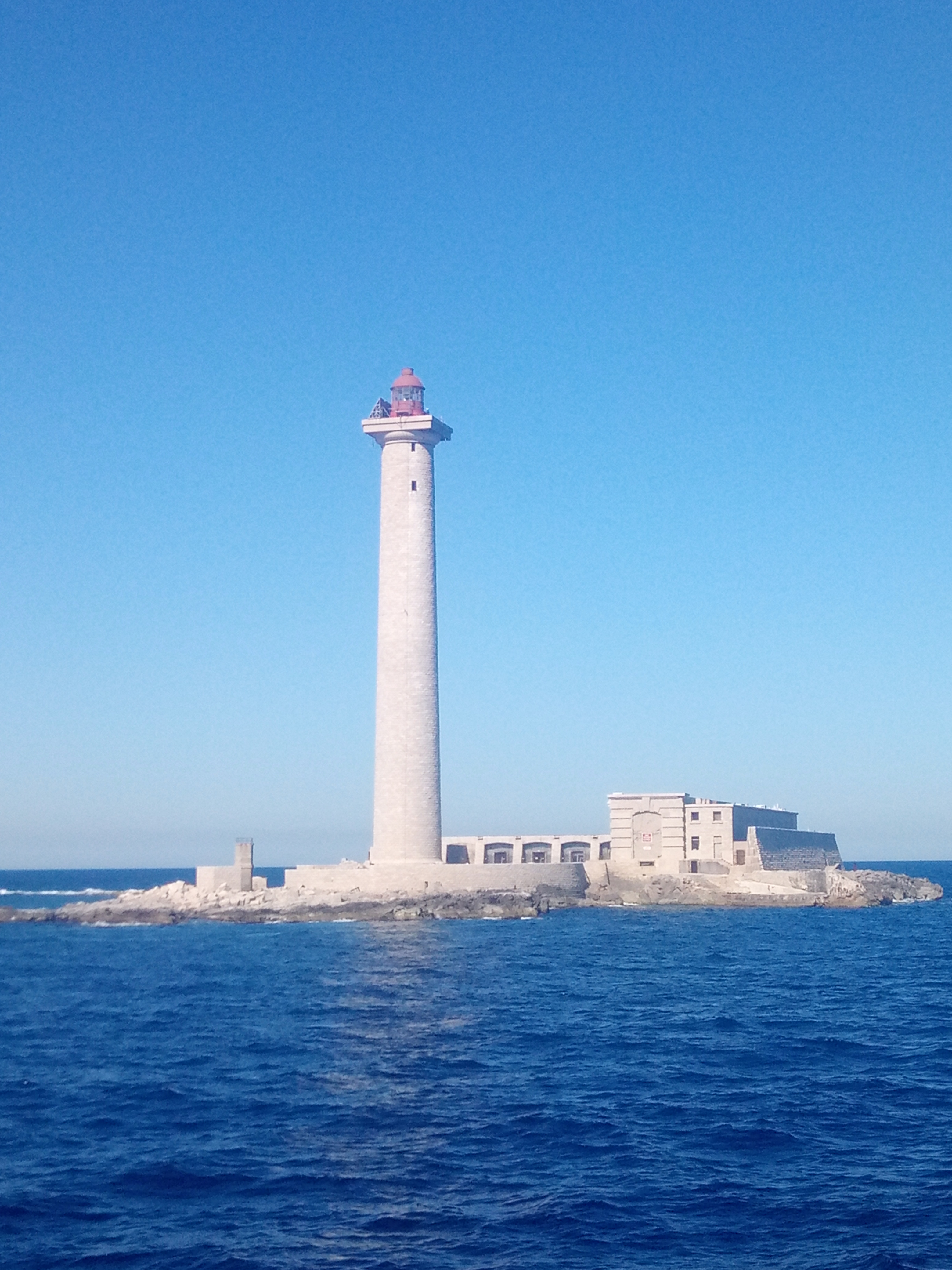
Phare et bâtiments annexes.